# Kedung Peluk
Kedung Peluk is een bestuurslaag in het regentschap Sidoarjo van de provincie Oost-Java, Indonesië. Kedung Peluk telt 3090 inwoners (volkstelling 2010).